# ماری تران د ویس
 ماری تران د ویس (انگلیسی: Mary Terán de Weiss؛ زاده ۲۹ ژانویهٔ ۱۹۱۸ – درگذشته ۸ دسامبر ۱۹۸۴) یک تنیس‌باز اهل آرژانتین بود.